# Slaget vid Tienhaara
Slaget vid Tienhaara utkämpades 22–25 juni 1944 som en del av Fortsättningskriget mellan Finland och Sovjetunionen. Efter att Röda armén intagit Viborg den 20 juni, försökte man bryta igenom det finska försvaret vid Tienhaara och öppna vägen till Helsingfors. Det svenskspråkiga Infanteriregemente 61 (IR 61) under ledning av överstelöjtnant Alpo Marttinen lyckades dock med stöd av kraftig artillerield uppnå en avvärjningsseger.